# 644
644 (DCXLIV) var ett skottår som började en torsdag i den julianska kalendern.

## Händelser

### Okänt datum
- Uthman ibn Affan blir kalif.

## Födda
- 5 november – K'inich K'an Joy Chitam II, härskare över Palenque.

## Avlidna
- Umar ibn al-Khattab, kalif.